# Dèlies
Les Dèlies (en grec antic: Δήλια, Dḗlia) eren uns festivals o panegiris celebrats a l'illa de Delos, centre religiós de l'anomenada Lliga de Delos, que incloïa les Cíclades i les costes de Jònia i l'Àtica. Aquesta amfictionia sembla que es va constituir inicialment amb el propòsit d'adorar col·lectivament al déu protector dels jonis, Apol·lo, que es deia que havia nascut a Delos.
Era un festival molt antic, i ja en parla l'Himne homèric a Apol·lo. Se celebrava cada cinc anys, els dies 6 i 7 del mes de Targelió, considerats els aniversaris d'Apol·lo i Àrtemis. Els membres de l'amfictionia es reunien a Delos amb vestits llargs, amb les seves dones i fills i adoraven al déu amb exercicis gimnàstics i concursos musicals i danses. Els habitants de Delos eren els cuiners dels qui assistien al festival.
Amb el pas del temps les festes, es van deixar de celebrar i van ser restaurades pels atenesos el 426 aC, quan van purificar l'illa i van recuperar les antigues tradicions. S'hi van afegir curses de cavalls que mai no hi havien tingut lloc. Després de la restauració, Atenes va tenir la part principal a les celebracions i un atenès n'era el president, l'arquiteor, que tenia la supervisió de les activitats al temple.
Hi havia també unes Dèlies menors, que se celebraven cada any, probablement el dia 6 de Targelió, i en aquesta ocasió els atenesos enviaven la nau sagrada que portava els pelegrins (θεωρίς) i que el sacerdot d'Apol·lo guarnia amb llorer. L'ambaixada es deia teòria (θεωρία, 'assistència a les festivitats'), i els que navegaven cap a l'illa eren els teors (θεωροί). Abans de partir, oferien un sacrifici a Marató per obtenir un viatge feliç. Segons Xenofont i Plató, durant l'absència del vaixell, la ciutat d'Atenes es purificava i no es permetia cap execució. La llegenda explicava que aquestes Dèlies les havia instituït Teseu, i que la nau amb què va viatjar es conservà fins al temps de Demetri de Falèron (segle iv aC) pel cap baix, després de nombroses reparacions.